# Alfred Wünnenberg
Alfred Wünnenberg, född 20 juli 1891 i Saarburg, död 30 december 1963 i Krefeld, var en tysk SS-Obergruppenführer och general i polisen. Han efterträdde år 1943 Kurt Daluege som chef för Ordnungspolizei (Orpo). 

## Utmärkelser
Alfred Wünnenbergs utmärkelser
- Järnkorset av andra klassen: 10 februari 1915
- Järnkorset av första klassen: 9 september 1915
- Såradmärket i guld
- Tilläggsspänne till Järnkorset av andra klassen: 18 juni 1940
- Tilläggsspänne till Järnkorset av andra klassen: 21 augusti 1941
- Östfrontsmedaljen
- Riddarkorset av Järnkorset med eklöv
  - Riddarkorset: 15 november 1941
  - Eklöv: 23 april 1942
- SS Hederssvärd
- Totenkopfring der SS